# Wetten van Draco
De wetten van Draco (Oudgrieks: Δρακόντειοι νόμοι / Drakónteioi nómoi ["Draconische wetten"], Δρακόντεια μέτρα / Drakónteia métra ["Draconische maatregelen"]) werden in 621 v.Chr. uitgevaardigd door de Atheense wetgever en archont Draco.

## Wetten van Draco
Deze wetten, thesmoi (θεσμοί / thesmoi) genaamd, bekrachtigden vooral het oude adels- en familierecht maar bevatten daarnaast twee nieuwigheden. Draco maakte een onderscheid tussen moord met voorbedachten rade, doodslag en iemand per ongeluk doden en laste de idee van het doorverwijzen van zaken naar daartoe gespecialiseerde gerechtshoven in. De bedoeling hiervan was om de samenleving te ordenen.
Opdat niemand deze wetten over het hoofd kon zien of negeren, werden ze op houten plaatjes die om hun as konden draaien geschreven (οἱ ἄξονες / hoi áxones) en op gedeeltelijk draaibare driehoekige plaatjes, die een driezijdige piramides vormden, (αἱ κύρβεις / hai kýrbeis) of op pilaren (αἱ στῆλαι / hai stēlai) bevestigd, die op de agora van Athene werden opgesteld, waar ze meer dan tweehonderd jaar lang zouden blijven staan.
De maatregelen hadden tot gevolg dat de bloedwraak verboden werd en werd vervangen door een wettelijke procedure voor een staatsrechtbank van efeten (ἐφέται / ephétai), die werden gekozen uit de meest vooraanstaande families van Athene. De staat nam de wraak van de families over.
In 594 v.Chr. werd het merendeel van de wetten van Draco door de wetten van Solon (nomoi genoemd) vervangen omdat deze als te streng werden ervaren, met uitzondering van de wetten over moord. Het zou ook daarom zijn geweest dat de redenaar Demades veel succes oogstte door te stellen dat de wetten van Draco niet in inkt, maar in bloed waren geschreven.

## Nawerking van de term 'draconisch'
Deze maatregelen worden als 'draconisch' benoemd omwille van hun streng karakter; zelfs kleine vergrijpen werden met de dood bestraft. Volgens de Van Dale betekent het bijvoeglijk naamwoord draconisch iets dat "buitengewoon streng" is.
Andere uitdrukkingen met draconisch zijn: 
- draconische straf: een ongematigde, harde straf.
- draconisch pleidooi: een ongenuanceerd, hard pleidooi.
- draconische besparingen: besparingen die de bevolking zeer hard treffen.